# 黎巴嫩死刑制度
死刑在黎巴嫩是一种法定刑罚，但黎巴嫩自 2004 年以来没有执行过死刑。

## 死刑罪名及执行程序
在黎巴嫩，以下罪行可判处死刑：
- 谋杀
- 间谍活动
- 叛国罪
- 暴恐
- 与以色列军队合作
- 罪行严重的强奸及强奸儿童
- 团伙抢劫或涉及酷刑的严重攻击
- 对某些类型的建筑物纵火
- 破坏建筑物（或通信、运输、工业设施）造成死亡
- 进口核或有毒废物
- 有害物质污染河流或水道
- 部分军事犯罪（例如逃兵）
- 多次犯下终身监禁罪行

法律规定的死刑执行方式是绞刑和枪决，其中绞刑用于普通刑事犯，枪决用于军法判决。所有处决命令都必须得到黎巴嫩总统的批准，同时，黎巴嫩总统拥有赦免囚犯的唯一权力。

## 案例
黎巴嫩建国后的第一次死刑是 1947 年对萨伊德·米特里·拉蒂夫 (Saeed Mitri Latif) 因谋杀埃利亚斯·斯蒂芬 (Elias Stephan) 而判处的。而迄今为止的最后一次死刑则是在2004年1月19日，当天在位于首都贝鲁特的鲁米耶监狱内处决了三人，其中两人被行刑队处决，一人被绞死。